# Acarospora hassei
Acarospora hassei är en lavart som beskrevs av Herre. Acarospora hassei ingår i släktet Acarospora och familjen Acarosporaceae.   Inga underarter finns listade i Catalogue of Life.